# Heterusia cruciata
Heterusia cruciata är en fjärilsart som beskrevs av Otto Staudinger 1894. Heterusia cruciata ingår i släktet Heterusia och familjen mätare. Inga underarter finns listade i Catalogue of Life.